# 북일본

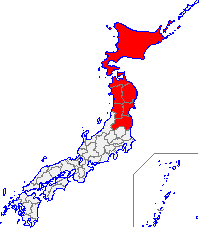
북일본

북일본(일본어: 北日本 기타니혼[*])은 일본의 북부를 가리키는 범칭이다. 일반적으로 홋카이도와 도호쿠 지방을 가리킨다.
동북 일본호가 거의 일치하며 이시카리 저지에서 홋카이도 주부로 분리된다. 동해, 화산을 수반하는 우에치(羽越) 산지·오우산맥 두 산지간의 분지역(盆地列), 기타카미·아부쿠마 저지, 기타카미·아부쿠마 산지 등 남북방향의 대상 구조가 탁월하다.

## 명칭에 기타니혼을 사용한 기업
홋카이도나 도호쿠 지방 외에도 호쿠리쿠 지방을 기반으로 하는 기업에 많이 사용된다. 기나이를 중심으로 했을 때, 호쿠리쿠 지방이 기나이의 북쪽에 위치하는 것과 관련한 것이며, 호쿠리쿠도에서 ‘호쿠(일본어: 北, 한국어: 북)’와 같은 맥락이다.
- 기타니혼 은행 (모리오카시의 지방 은행.)
- 기타니혼 방송 (KNB, 도야마현을 대상으로 하는 텔레비전·라디오 방송국으로, 라디오는 TBS계열이며 텔레비전은 니혼 TV 방송망 계열.)
- 기타니혼 신문 (도야마시의 신문사.)